# Маус, Август
Август Маус (нем. August Maus; 7 февраля 1915, Вупперталь — 28 сентября 1996, Гамбург) — немецкий офицер-подводник, капитан-лейтенант (1 ноября 1941 года).

## Биография
26 сентября 1934 года поступил на флот кадетом. 1 апреля 1937 года произведен в лейтенанты. Служил на легком крейсере «Нюрнберг» и учебном корабле «Шлезвиг-Гольштейн». Участвовал в военных действиях во время Гражданской войны в Испании, кавалер Испанского креста (5 июня 1940 года).

## Вторая мировая война

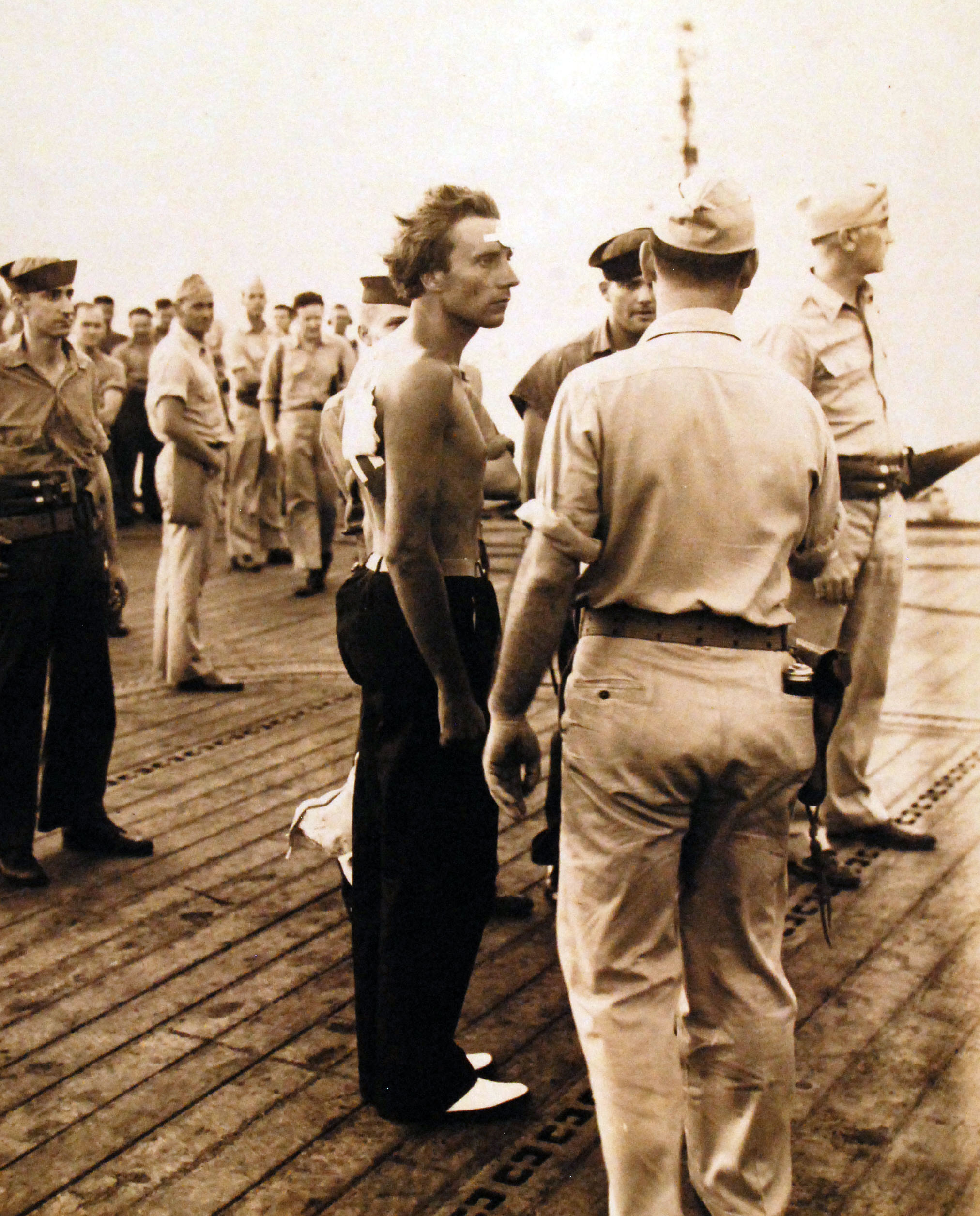
Август Маус, военнопленный на авианосце «Кор»

В апреле 1940 года переведен в подводный флот. В качестве 1-го вахтенного офицера совершил 2 боевых похода на подлодке U-68 капитана Карл-Фридрих Мертена.
13 июня 1942 года назначен командиром подлодки U-185 (Тип IX-C/40), на которой совершил 3 похода в Центральную и Южную Атлантику (проведя в море в общей сложности 229 суток).
24 августа 1943 года лодка Мауса была потоплена самолетами с американского эскортного авианосца «Кор», часть экипажа (вместе с Маусом) была спасена и взята в плен.
21 сентября 1943 года вышел приказ о награждении Мауса Рыцарским крестом Железного креста.
Всего за время военных действий Маус потопил 9 судов общим водоизмещением 62 761 брт и повредил 1 судно водоизмещением 6840 брт.
Содержался в лагере в Кроссивле (штат Теннесси), а в январе 1944 года переведен в лагерь Папаго-парк.
Совершил попытку побега, но был схвачен. В феврале 1946 года переведен в лагерь, находившийся в британской зоне оккупации Германии и вскоре освобожден. После войны успешно занимался бизнесом в Гамбурге.